# Antonio Ramón Vallejo Bustillo
El Dr. Antonio R. Vallejo es considerado el Padre de la historia nacional de Honduras.  

## Biografía
El Padre Vallejo, como era conocido, es recordado en Honduras como el padre de la historia nacional, y también de la estadística y de los estudios territoriales de Honduras. El Dr. Antonio R. Vallejo, nació en una casa del barrio los Dolores en Tegucigalpa el 17 de marzo de 1844 y falleció el 18 de enero de 1914. Su padre fue don Roman Vallejo (1815-1874) y su madre, doña Marta Bustillo (1819-1852). Fue presbítero inicialmente para luego ejercer la abogacía al dejar los hábitos.

## Obra
Sus obras historiográficas fueron totalmente patrocinadas por el gobierno de Honduras de esa época, durante la Reforma Liberal iniciada en 1876 que fue encabezada por Marco Aurelio Soto y Ramón Rosa.  
Sus textos representaban una memoria y una identidad nacional al grado de hacerlos obligatorios para la educación primaria y secundaria del país.  Algunas de sus 36 obras publicadas, incluyen: “Colección de las constituciones políticas que en la República de Honduras se han decretado en los cincuenta y seis años que lleva de independencia” (1878); “Apuntes de gramática latina” (1881); “Compendio de la historia social y política de Honduras” (1882); “Censo general de la República de Honduras levantado el 15 de junio de 1887” (1888); “Estadística de las escuelas según el Censo de 1887”; “Índice cronológico de los tratados, convenciones, capitulaciones, armisticios, dietas, protocolos de conferencias, contratos del ferrocarril interoceánico y otros actos diplomáticos de la República de Honduras, desde el año de 1763 hasta 1889” (1889); “El movimiento de población correspondiente al año de 1888” (1890); “División municipal y judicial de la República de Honduras en 1889”; “Necrología del presbítero don Miguel Ángel Bustillo” (1892); “Primer anuario estadístico de la República de Honduras” (1889); “Ligeras observaciones al curso elemental de Historia de la Lengua Española del Dr. e Ing. Santiago I. Barberena”; “Guía de agrimensores o sea recopilación de leyes agrarias”; “Índice alfabético y cronológico de los títulos, escrituras de amparo y demás documentos relativos a los terrenos de la República de Honduras” (1884); “Historia documentada de los límites entre la República de Honduras y los de Nicaragua, El Salvador y Guatemala. Tomo I” (1905).

## Homenaje
El Congreso Nacional, en homenaje a su trayectoria y aportes, emitió el Decreto Legislativo n.º 208-2013, el que en sus considerandos expresa: “...es considerado como la figura fundadora y más representativa de los estudios históricos de nuestra patria, cuyos trabajos de investigación constituyen el mayor aporte en la memoria colectiva y la identidad nacional y es, asimismo, una fuente documentada de defensa de los derechos territoriales de Honduras.
DECLARA el 2014 Año del Primer Centenario de la muerte del historiador hondureño Antonio Ramón Vallejo Bustillo. Instituir el día 17 de marzo de cada año, Día del Historiador Nacional, en memoria del nacimiento del más grande historiador hondureño...” (La Gaceta, 5 de noviembre de 2013, p. A3).
Como lo dijo el escritor hondureño, Gustavo A. Castañeda: “Honduras solo puede recordar con gratitud y admiración al ilustre presbítero y Dr. Antonio Ramón Vallejo, quien consagró muchos años de intensa y bien orientada labor a la organización científica de la estadística y a sustituir las conjeturas e intuiciones de nuestros llamados políticos y hombres de Estado por verdades irrefutables basadas en la inflexibilidad de los números”.